# Klistermærke
Et klistermærke er et stykke papir eller plastik, påtrykt et billede eller noget tekst og udstyret med lim på bagsiden. Bagpå er der normalt et beskyttelsesark, for at forhindre at limen bliver ødelagt før brug. Klistermærker kan limes på forskellige genstande, for at dekorere eller mærke dem.

## Typer af klistermærker
Der findes et nærmest uendeligt antal klistermærker med forskellige motiver, men kan overordnet set opdeles i to grupper:
1. Oplysende klistermærker kan bruges til oplysning eller til at mærke noget. De kan f.eks. bruges til at markere en nødudgang, et strømførende kabel, en pakke med fars eller en postkasse. Også frimærker og prislapper er oplysende klistermærker
2. Dekorative klistermærker som f. eks kan bruges af børn. De kan også fungere som reklame og kan for eksempel følge med tyggegummi eller blade.